# Вилијам Фикнер
Вилијам Едвард Фикнер (енгл. William Edward Fichtner; : ; Њујорк, 27. новембар 1956) амерички је глумац немачког порекла.
Први наступ на телевизији је имао у серији As The World Turns у којој је између 1987. и 1993. играо улогу Џоша Снајдера. Потом следе мале улоге у неколико серија. Године 2004. прикључио се глумачкој екипи у другој сезони америчке серије Бекство из затвора, као специјални агент ФИБ, Александер Махон.
Фикнер је по други пут ожењен. Из првог брака има једног сина, Сема. Од 1998. године, ожењен је са Кимберли Калил са којом има још једног сина (Вангел).
Од 2003. године, Фикнер је амбасадор америчке заједнице за мултипла склерозу.
Позајмио је свој глас Кену Росенбергу у игри ГТА Вајс Сити.